# Nunatak Villanueva
Nunatak Villanueva är en nunatak i Antarktis. Den ligger i Västantarktis. Argentina, Chile och Storbritannien gör anspråk på området. Toppen på Nunatak Villanueva är 80 meter över havet.
Terrängen runt Nunatak Villanueva är kuperad åt nordväst, men åt sydost är den platt. Trakten är obefolkad. Det finns inga samhällen i närheten.